# Schwarzes Kloster (Wismar)

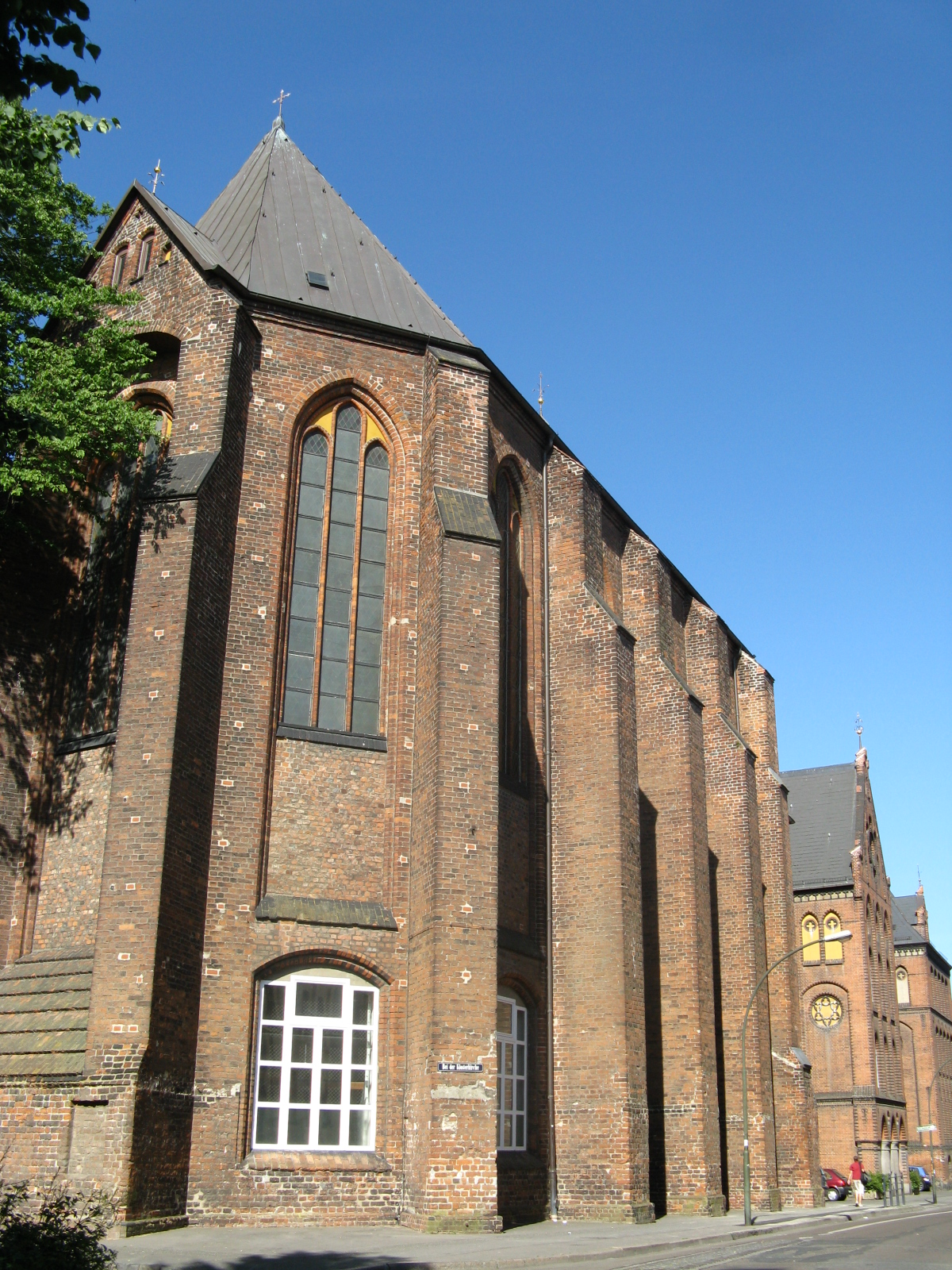
Der Chor der ehemaligen Klosterkirche

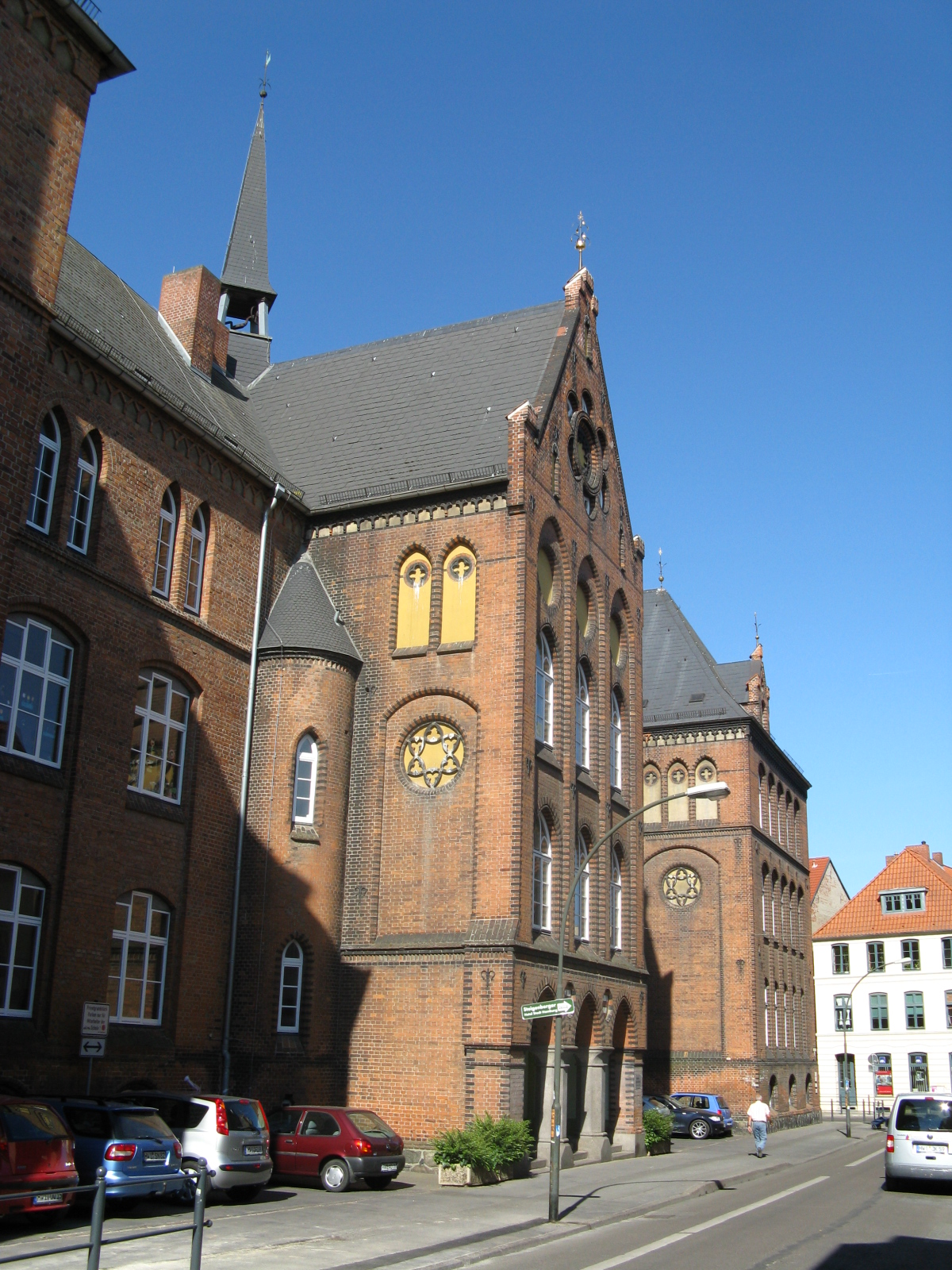
1878–1890 auf dem Klostergelände neu errichtete Bürgerschule, heute: Integrierte Gesamtschule „Johann Wolfgang von Goethe“

Das  Schwarze Kloster war ein 1292/1293 gegründetes Dominikanerkloster in der Hansestadt Wismar. Es ist benannt nach der Ordenstracht der Dominikaner, die auch als „schwarze Brüder“ in Unterscheidung zu den Franziskanern, den „grauen Brüdern“, bezeichnet werden.

## Geschichte von Kloster und Klosterkirche

### Gründung
Das Kloster wurde in der Zeit gegründet, als der mecklenburgische Fürst Heinrich der Pilger noch in arabischer Gefangenschaft war. Eine erste urkundliche Erwähnung der Dominikaner (fratres praedicatores „Predigerbrüder“) in Wismar erfolgte aus Anlass einer ihnen vermachten Spende von 1292; in dem Jahr hielten sich bereits einzelne Dominikaner in Wismar auf. Das Generalkapitel des 1215 gegründeten Ordens in Lille beschloss 1293 die kirchenrechtliche Genehmigung der neuen Niederlassung. Sie gehörte zunächst zur Dominikanerprovinz Teutonia, ab 1303 zur Sächsischen Provinz (Saxonia).
Als einer der ersten Dominikaner in Wismar wird Dietrich von Hameln genannt. Der mecklenburgische Landesherr stiftete das Grundstück zum Klosterbau, wie aus einer Inschrift in der Dominikanerkirche hervorgeht. Die Dominikaner wurden vom Stadtrat in einem Zulassungsvertrag vom 27. Juni 1294 in das rechtliche Gefüge der Stadt eingebunden und zum Straßen- und Brückenbau in Nachbarschaft zu ihrem Kloster verpflichtet. Das Bierbrauen war ihnen verboten. Da sie anfangs noch keine eigene Kirche hatten, oblag ihnen die regelmäßige Predigt in der Marienkirche. Wiederholt traten in der Folgezeit die Dominikaner als Zeugen bei Rechtsverfahren auf und beglaubigten Urkunden; vor 1352 amtierte der Dominikaner Johannes Blomberg als Stadtschreiber. Auch sollten sie, wenn die Stadt in Konflikte um kirchliche Angelegenheiten verwickelt würde (gravari aliquo gravamine spirituali), als Gesandte der Stadt (nuncii eius) tätig werden, wenn auch unter Wahrung ihrer religiösen Ausrichtung (secundum suum ordinem et secundum deum). Der Historiker Ingo Ulpts sieht in dieser vertraglichen Bindung einen geschickten „kirchenpolitischen Schachzug der Stadt zur Wahrung ihrer innerstädtischen kirchenpolitischen Position“, zumal in Zeiten politischer Kompetenzstreitigkeiten zwischen der Stadtgemeinde und der mecklenburgischen Landesherrschaft. Gleichwohl war der Dominikaner Johann Blomenberg, Provinzvikar der Sächsischen Ordensprovinz, im 14. Jahrhundert der Beichtvater von Herzog Albrecht II.

Karte von Wismar mit der Lage des Schwarzen Klosters

Die Dominikaner vergrößerten das ihnen gestiftete Gelände durch Zukauf von Grundstücken. Es lag im Südosten der Stadt, südöstlich der heutigen Mecklenburger Straße (platea Magnopolensis, damals eine der verkehrsreichsten Straßen der Stadt), südlich der heutigen Straße Bei der Klosterkirche (damals wahrscheinlich apud/iuxta fratres praedicatores), und grenzte im Südosten an die Stadtbefestigung, nahe zu zwei Stadttoren. Markt und Rathaus waren nicht weit entfernt. 1297 begannen die Ordensmänner mit dem Klosterbau in Ziegelbauweise. Ab 1305 stand ihnen dafür eine eigene Ziegelei zur Verfügung. Der Konvent muss eine gewisse Größe gehabt haben, da er bereits 1325 Ort für eine Ratsversammlung war; 1357 fand im Refektorium des Klosters die Schlussverhandlung im Streit zwischen dem Schweriner Bischof Albrecht und der Familie von Bülow statt. 1365 hielt die Sächsische Ordensprovinz ihr Provinzkapitel in Wismar, ebenfalls 1404, 1439 und 1515, als ein außerordentliches Kapitel die Vereinigung der observanten und der konventualen Richtungen unter den Klöstern beschloss.

### Kirch- und Klosterbau
Zum Kloster gehörte auch bald eine provisorische Kirche. Der Bau einer großen geosteten Klosterkirche im Stil einer Bettelordenskirche erfolgte im 14. Jahrhundert. Ihr von Martin Kremer (Cremer) errichteter dreijochiger, hochgotischer Chor mit polygonalem 5/8-Schluss wurde als letzter Bauabschnitt fertiggestellt und ist als einziger Teil der Kirche erhalten; sein asymmetrischer Grundriss resultiert aus der Notwendigkeit, den Kirchbau der bestehenden Stadtmauer anzupassen. Das Langhaus war dreischiffig und hatte fünf Joche; es entstand möglicherweise um 1320/1330. 1397 nahm der Ratzeburger Bischof Detlef von Berkentin die Kirchweihe vor, und zwar in honorem sanctorum apostolorum Petri et Pauli, trium regum, decem millium martyrum, vndecim millium virginum („zu Ehren der heiligen Apostel Petrus und Paulus, der heiligen drei Könige, der zehntausend Märtyrer und der elftausend Jungfrauen“). Das Hauptpatrozinium war das der Apostel Petrus und Paulus.
Südlich der Kirche befand sich die quadratische Klosteranlage mit Kreuzgang. Der Ostflügel schloss an den Chor der Kirche an, der – wie der Westflügel – 7,4 Meter breite einstöckige Südflügel ist teilweise erhalten; in ihm befanden sich das Sommer-Refektorium und das heizbare Kalefaktorium als Winterrefektorium. Von den aufwändigen Wandmalereien im Südflügel sind einige Reste zu sehen. Südlich des Westflügels stand im 15. Jahrhundert ein Brauhaus, und südöstlich des Konvents befand sich, separat und parallel zur Stadtmauer, ein in der ersten Hälfte des 14. Jahrhunderts erbautes, 20 × 10 Meter großes Gebäude, das voll unterkellert war und anfangs als Infirmarium genutzt wurde.
1398 ließ der Stadtschreiber Heinrich von Balsee an der Nordostseite der Kirche eine Kapelle anbauen, die der Jungfrau Maria und dem 1323 heiliggesprochenen Dominikanertheologen Thomas von Aquin geweiht war und in der von dazu angestellten Priestern täglich eine heilige Messe gefeiert werden sollte.
Kloster und Kirche waren beliebte Grablegen für Stifter, vor allem für Ratsmitglieder und vermögende Kaufleute. 1405 ließ sich Baumeister Martin Cremer im von ihm gebauten Chor der Kirche beisetzen, 1429 wurde der ermordete Bürgermeister Heinrich von Haren dort beigesetzt. Sophie von Pommern (* um 1460; † 26. April 1504 in Wismar), Herzogin zu Mecklenburg von 1478 bis 1504, wurde ihrem Wunsch entsprechend 1504 vor dem Hochaltar unter einer monumentalen Grabplatte beigesetzt, 1526 ihre Schwester Margarethe.

### Das Kloster vom 13. bis zum 15. Jahrhundert

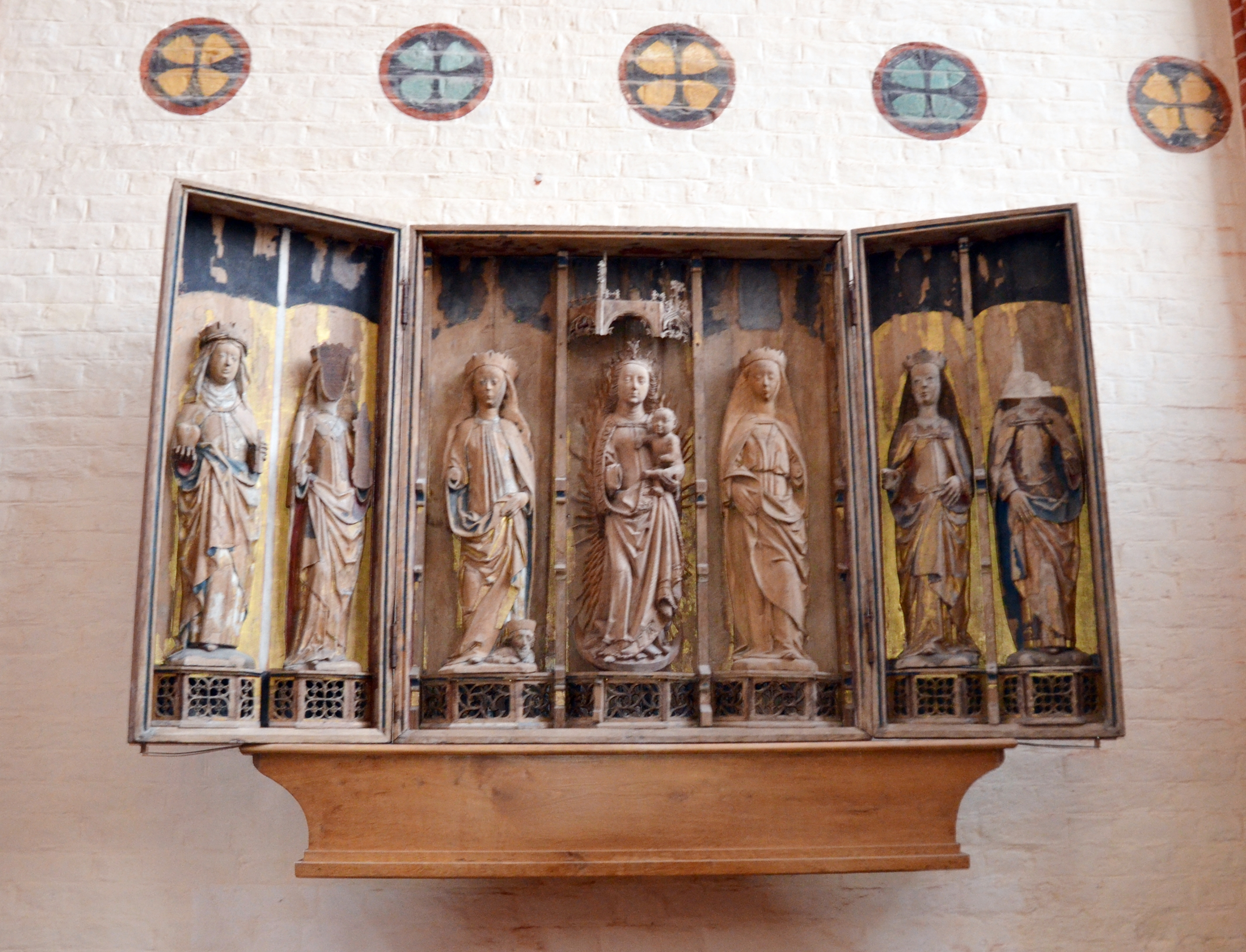
Der aus der Dominikanerkirche stammende Marienschrein in St. Nikolai

Unter den ersten Brüdern befanden sich zahlreiche Söhne aus reichen Wismarer Bürgerfamilien, während das Franziskanerkloster den Handwerkerfamilien näher stand. Die Dominikaner erhielten Stiftungen und Immobilien als Geschenk, einzelne Brüder bezogen Renten, die sie an den Konvent verkauften. Wismarer Bürger schenkten Geld, Wachs und Lampenöl, Kleidung und Lebensmittel (Fisch, Malz, Wein, Semmeln) und erwarteten zunehmend dafür, dass die Patres Messen für das Seelenheil der Stifter (pro salute anime sue, „Seelmessen“) feierten. Das Armutsgelübde wurde in Wismar offenbar weit ausgelegt. Nicht nur der Konvent, sondern auch einzelne Brüder erhielten Geld und Renten. Die Dominikaner waren von der Stadt verpflichtet, gestiftete Gebäude und Grundstücke innerhalb eines Jahres an Wismarer Bürger zu verkaufen. Bei der Abwicklung von Geschäften schalteten sie „Tutoren“ oder „Prokuratoren“ ein, die das Kloster rechtlich vertraten und ihr Vermögen verwalteten. Im 13. Jahrhundert besaß das Wismarer Dominikanerkloster wahrscheinlich mindestens eine Terminei als Stützpunkt zum Almosensammeln, und zwar im 30 km entfernten Sternberg. Bis zum 16. Jahrhundert hatten Wismarer Dominikaner wiederholt Patronatsrechte und Pfarrstellen inne, so in Warnemünde, an der Marienkirche in Rostock, in Lübow und zuletzt in Neubukow.
Eine Verschärfung der Armutsregeln trat 1468 ein, als sich der Wismarer Dominikanerkonvent am 12. Juli auf Drängen der Ordensleitung der observanten Congregatio Hollandiae des Ordens anschloss und mehrere observante Brüder aus den holländischen Reformkonventen nach Wismar kamen. Der Prior Adriaan van Meer hatte in Rostock studiert und gehörte zu den führenden Persönlichkeiten der Reform; 1478 wurde er Generalvikar der Congregatio Hollandiae. Auch die Bürgerschaft unterstützte die Neuausrichtung des Dominikanerkonvents, da ihnen der wachsende Reichtum des Klosters möglicherweise missfiel. Nachdem ihnen Herzog Heinrich IV. am 20. März 1469 einen Schutzbrief ausgestellt hatte, gelobten die Dominikaner den Herzögen und dem Magistrat, nicht mehr von der Observanz abzufallen. Die Annahme von Geldbeträgen durch einzelne Konventsmitglieder unterblieb in der Folgezeit offenbar, der Konvent erhielt jedoch weiterhin Renten und Gemeinschaftseigentum. Bereits 1462 hatten allerdings einige Dominikaner unter Führung des Priors Johann Brakel Wertgegenstände nach Lübeck gebracht, um sie vor einer Verpfändung an den Stadtrat in Sicherheit zu bringen; es handelte sich um Reliquiare, Monstranzen, vergoldete Kelche und Patenen sowie Kreuzreliquiare. Diese Reform war nicht von langer Dauer; ab 1517 gehörte der Konvent, wie auch die Klöster in Röbel und Rostock, wieder zur sächsischen Ordensprovinz Saxonia, und die strengen Ordensregeln wurden aufgehoben.
Seit dem 14. Jahrhundert bestand beim Konvent in Wismar ein Ordensstudium zur theologischen Ausbildung des Ordensnachwuchses. Ein erster Lesemeister (lector theologie in conventu Wismar) in Wismar ist 1369 aktenkundig, in den folgenden Jahrzehnten taucht wiederholt das Amt eines magister studentium, zuständig für die Betreuung der studierenden Brüder, auf. Insbesondere in der Zeit der observanten Ausrichtung des Konventes war Wismar Ausbildungsort für die gesamte Congregatio Hollandiae, es kamen Brüder aus dem niederen Landen und vom Niederrhein zum Studium nach hier, zunächst der Theologie, ab etwa 1480 auch der Philosophie und der Logik.
Am 1. Februar 1400 verlieh Papst Bonifatius IX. den Wismarer Dominikanern das Recht, an bestimmten Festtagen mit einer Reliquie vom Rock der heiligen Maria, die im Kloster verwahrt wurde, einen Ablass auszuteilen, was die Anziehungskraft der Dominikanerkirche für die Gläubigen steigerte und sich auch wirtschaftlich für die Brüder auszahlte. Gegen Ende des 15. Jahrhunderts promulgierten die Dominikaner in Europa Rosenkranzbruderschaften zur Vertiefung der Frömmigkeit durch das Rosenkranzgebet, in Deutschland erstmals 1475 in Köln. Bereits 1483 gab es auch in Wismar eine solche Bruderschaft, die „Brüderschaft Unserer Lieben Frauen und ihres Rosenkranzes bei den Predigerbrüdern“. Ein von der Bruderschaft gestiftetes geschnitzter Marienschrein, das „Jungfrauenretabel“, befindet sich heute in der Wismarer Nikolaikirche.

### Leitungsämter
Die Jahreszahlen bezeichnen die nachweisbare Erwähnung.

#### Prioren
Oberer eines Dominikanerkonventes ist der Prior, sein Stellvertreter ist der Subprior.
- Johannes (1294)
  - Thomas (Subprior, 1294)
- Gerhard (1301(?)–1305)
- Albert von Gramekow (1306)
- Henricus (1322)
- Gerlacus (Gerlach) von Rostock (1333)
- Gerhard (Johannes) von Schwaan (1336)
- Johannes (1354–(?)1363)
- Johannes Blomenberg (1365, um 1380 Provinzvikar)
- Bernhardus (Bernhard) Volmer (1366)
- Eilardus (Eilard) von Schönefeld (1381, später Inquisitor, 1397 Generalvikar des Ordensmagisters, 1404 Provinzprior der Saxonia)
  - Hartwig (Subprior, 1381)
- Arnold Straußberg (1397)
  - Nicolaus Rughesee (Subprior, 1397)
- Hermannus (Hermann) Basse (1407)
  - Hermann Klynt (Clynt) (Subprior, 1407)
- Bernhard Rohde (Rode) (1417–1419)
  - Henricus von Peyne (Subprior, 1417)
- Philippus (Philipp) Schulte (1446)
- Johannes Brakel (1462–1468)
- Martin(?) (1469)
- Reynold von Dortmund (1470–1471, 1487–(?)1492)
- Nikolaus Waesche (Utesche) (1471)
  - Gerard Balle (Gerhard Bull) (Subprior, 1472–1473)
  - Theodericus (Henricus) Theoderici (Subprior, 1473)
- Adrianus de Mera (Adriaan van Meer) (1476–1478, dann wiederholt bis 1499 Generalvikar der Congregatio Hollandiae)
  - Johannes von Osnabrück (Subprior, 1476)
- Henricus (Heinrich) Lobusch (1494–(?)1496)
- Erasmus Bere (1500–1505)
  - Henricus Bliden (Subprior, 1500)
- Johannes von Kampen (1506–(?)1510, 1507 in Rostock als Doctor theologiae promoviert, 1518 Vikar der natio orientalis)
- Bernhard Sweder (um 1521–1528 †)
  - Georgius (Jürgen) Bolte (Subprior, 1521)
  - Ulricus Stedinck (Subprior, 1526)
- Dietrich Haker (1528–1545 †)
- Johannes Hoppener (1546–1562)

#### Lektoren
Lektoren oder Lesemeister waren tätig im Hausstudium zur Ausbildung des Ordensnachwuchses, das zeitweise im Konvent in Wismar bestand.
- Arnold von Wittenburg (1369)
- Arnold (1381)
- Johannes Brandenburg (1397–1417, später Inquisitor und Professor der Theologie)
- Bernhard Rode (1407)
- Albertus Hazeldorp (um 1418–1430)
- Johannes (1454)
- Johannes von Osnabrück (1475)
- Michael de Meerle (1479, 1490 praedicator generalis des Ordens)
- Albertus de Bolswardia (1508–1528)
- Johannes Hoppener (1523)
- Matthäus Worsterman (Forsterman, Johannes Wortermann) (1526–1534, 1542 Vikar der natio orientalis)

## Reformation und Weiternutzung der Gebäude
Das Kloster überdauerte zunächst die frühzeitig durch den Franziskaner Heinrich Never durchgesetzte Reformation in Wismar. Im Gegensatz zum Wismarer Franziskanerkonvent blieben die Dominikaner auf Seiten des katholischen Glaubens. Der Stadtrat verbot ihnen zwar öffentlichen Gottesdienst, tolerierte es jedoch, dass sie als Konvent zusammenblieben und intern Gottesdienst feierten, und sagte ihnen lebenslanges Wohnrecht in den Konventsgebäuden zu. Allerdings setzte 1533 der Magistrat einen evangelischen Prediger an der Dominikanerkirche ein. Ab 1535 erfolgten Visitationen der Wismarer Klöster durch den Rat, um den Klosterbesitz zu inventarisieren und die Enteignung vorzubereiten. Im Frühjahr 1536 konfiszierte der Stadtrat bei den Dominikanern Wertgegenstände im Wert von 80 Silbermark. Die Dominikaner, die schon vor der Reformation eine enge Beziehung zur mecklenburgischen Fürstenfamilie hatten, wandten sich schutzsuchend an die Landesherren Heinrich und Albrecht von Mecklenburg und bewarben sich auf freiwerdende Pfründen. Aufgrund dieser Protektion gelang es ihnen, noch 1546 einen neuen Prior, Johannes Hoppener, zu wählen, der bis 1562 im Amt blieb. 1553 erhielt Dominikanerbruder Joachim Tancke eine Erbschaft.
1553 wurde bereits ein Armenhaus in einem Teil des Klosters eingerichtet, nachdem dieses mit dem Tod des Herzogs Heinrich V. 1552 seinen Unterstützer verloren hatte. In den 1550er-Jahren erstarkte der Protestantismus in Wismar. Als erster Superintendent amtierte ab 1556 Johann Frederus, der den verbliebenen Ordensmännern gegenüber konziliant war. Sein Nachfolger Johann Wigand setzte die einheitlich evangelische Kirchenordnung konsequent durch und erreichte 1562 die Auflösung des Klosters. Gegen das Versprechen lebenslanger Versorgung durch den Rat der Stadt gaben Prior Johannes Hoppener und ein weiterer verbliebener Dominikaner, Heinrich, am 4. Dezember 1562 das Kloster auf; eine Einladung des Superintendenten zum Gespräch, bei dem er sie vom neuen Glauben überzeugen wollte, nahmen sie nicht an. Wigand urteilte über die beiden Brüder: „Den Gottlosen Prior und den Pulsanten halte ich fuer verflucht, biß sie sich bekehren.“ Hoppener starb 1575. In der Kirche predigte ab 1566 ein evangelischer Pastor.

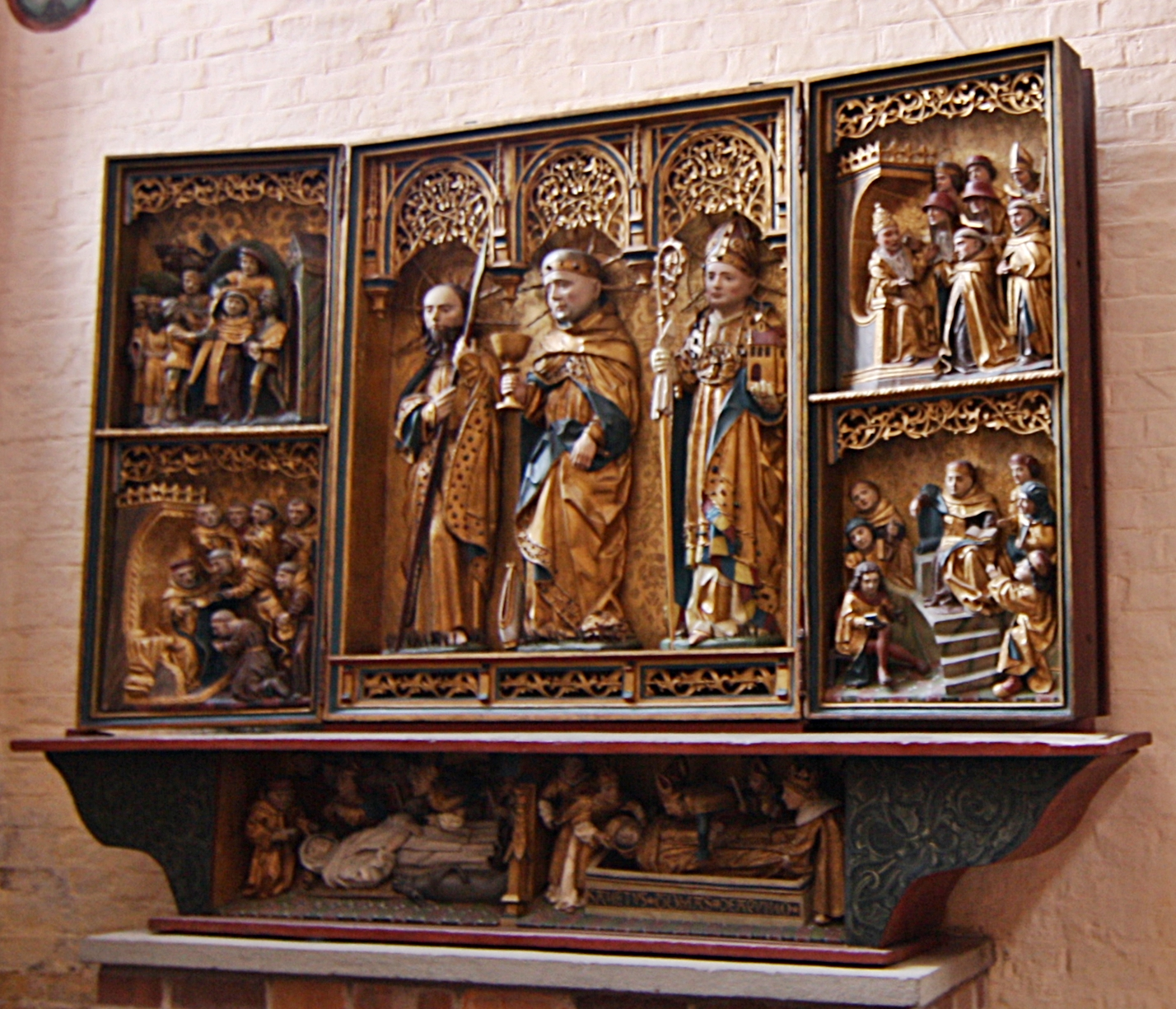
Der Thomasaltar, heute in der St.-Nikolai-Kirche

1689 wurde das Langschiff zum Waisenhaus umgebaut, während der Chor weiter als Sakralraum für Gottesdienste genutzt wurde. Die Ausstattung der Kirche, aber auch die Grabplatten und -steine wurden auf die anderen Kirchen der Stadt Wismar verteilt. Die Kanzel aus dem ausgehenden 17. Jahrhundert kam in den Andachtsraum des Hospitals zum Schwarzen Kloster. Andere Gegenstände gelangten in das Stadtmuseum von Wismar. Die Grabplatte von Herzogin Sophie kam in die Marienkirche und befindet sich seit deren Zerstörung in einer der nördlichen Seitenkapellen der Nikolaikirche. In der Nikolaikirche befinden sich ebenfalls eine Triumphkreuzgruppe sowie der bemerkenswerte Thomasaltar und das Jungfrauenretabel aus der Dominikanerkirche, beide um 1500 entstanden.

## Neuere Baugeschichte
Gegen Ende des 19. Jahrhunderts war vom Kloster nur die dreischiffige Klosterkirche des vormaligen Schwarzen Klosters verblieben, deren Westfassade in der Zeit der Renaissance nach der Art des Giebels eines repräsentativen Bürgerhauses überformt worden war. Das Langhaus musste 1879, da baufällig, dem Neubau einer Bürgerschule weichen und wurde abgerissen.
Es blieb nur der hochgotische Chor des ehemaligen Gotteshauses stehen, in den eine Zwischendecke eingezogen wurde. Der obere Teil unter den mittelalterlichen Kreuzgewölben diente der Schule als Aula, der untere als Turnhalle.
Bei den umfangreichen denkmalgerechten Sanierungsarbeiten auch in der als Sporthalle genutzten ehemaligen Klosterkirche wurden Anfang 2021 im Fußboden des einstigen Chors das Epitaph von Wulf Christoph von Blanckensee von 1717 gefunden. Er war als Oberst des Königlich-preußischen Corps Stadtkommandant in Wismar.

### Ehemaliges Hospital
Im ehemaligen Hospital befindet sich heute eine Seniorenwohnanlage der Diakonie Nord Nord Ost.
Der Gebäudekomplex Mecklenburger Straße 36 c2-f
der ehemaligen Bürgerschule (Südflügel 18./19. Jh., Eckhaus 13. Jh.) wurde ab 2006 saniert.

### Schulgebäude
Die Gebäude beherbergen heute die Integrierte Gesamtschule Johann Wolfgang von Goethe. Hier lernen und arbeiten etwa 400 Schüler und 34 Lehrer. Der ehemalige Chor der Kirche wird nach wie vor als Aula und als Sporthalle genutzt. Im ältesten Gebäude des Klosters (Nebengebäude) entstanden in den 2010er-Jahren ein moderner Kunst- und Musiksaal mit Atelierfenstern und einer Bühne. Im zweiten Nebengebäude wurden ein Speisesaal, die Arbeitsräume der Schulsozialarbeiterin und Räume und Werkstätten für den Förderunterricht eingerichtet.